# Mérida Open Akron 2023
Mérida Open Akron 2023 byl profesionální tenisový turnaj hraný na ženském okruhu WTA Tour v Yucatán Country Clubu. Úvodní ročník Mérida Open probíhal mezi 20. až 26. únorem 2023 v mexické Méridě, hlavním městě Yucatánu. V kalendáři okruhu nahradil Abierto Zapopan, odkud držitelé pořadatelské licence turnaj přesunuli. Důvodem se stalo potvrzení konání Guadalajara Open z kategorie WTA 1000 i v roce 2023, a to v Panamerickém tenisovém centru, kde se odehrával i Abierto Zapopan.
Turnaj dotovaný 259 303 dolary patřil do kategorie WTA 250. Nejvýše nasazenou singlistkou se stala dvacátá první tenistka světa Magda Linetteová z Polska. Jako poslední přímá účastnice do dvouhry nastoupila, v době ukončení přihlášek, čínská 89. hráčka žebříčku Ču Lin. V důsledku invaze Ruska na Ukrajinu na konci února 2022 řídící organizace tenisu ATP, WTA a ITF s grandslamy rozhodly, že ruští a běloruští tenisté mohli dále na okruzích startovat, ale do odvolání nikoli pod vlajkami Ruska a Běloruska.
Čtvrtý singlový titul na okruhu WTA Tour vybojovala 31letá Italka Camila Giorgiová. Čtyřhru ovládla americko-francouzská dvojice Caty McNallyová a Diane Parryová, jejíž členky získaly premiérovou společnou trofej. 20letá Parryová proměnila účast v prvním finále na túře WTA ve vítězství.

## Rozdělení bodů a finančních odměn

### Rozdělení bodů
| Soutěž  | Soutěž      | vítězky | finalistky | semifinalistky | čtvrtfinalistky | 16 v kole | 32 v kole | Q  | Q2 | Q1 |
| ------- | ----------- | ------- | ---------- | -------------- | --------------- | --------- | --------- | -- | -- | -- |
| dvouhra | [ 5 ] [ 9 ] | 280     | 180        | 110            | 60              | 30        | 1         | 18 | 12 | 1  |
| čtyřhra | [ 10 ]      | 280     | 180        | 110            | 60              | 1         | —         | —  | —  | —  |

### Finanční odměny
| Soutěž                              | Soutěž      | vítězky  | finalistky | semifinalistky | čtvrtfinalistky | 16 v kole | 32 v kole | Q2      | Q1      |
| ----------------------------------- | ----------- | -------- | ---------- | -------------- | --------------- | --------- | --------- | ------- | ------- |
| dvouhra                             | [ 5 ] [ 9 ] | 34 228 $ | 20 226 $   | 11 275 $       | 6 418 $         | 3 922 $   | 2 804 $   | 2 075 $ | 1 340 $ |
| čtyřhra                             | [ 10 ]      | 12 477 $ | 7 000 $    | 4 020 $        | 2 400 $         | 1 848 $   | —         | —       | —       |
| částka ve čtyřhře je uvedena na pár |             |          |            |                |                 |           |           |         |         |

## Ženská dvouhra

### Nasazení
| Stát                          | Hráčka                   | WTA | Nasazení |
| ----------------------------- | ------------------------ | --- | -------- |
| Polsko                        | Magda Linetteová         | 21. | 1.       |
| USA                           | Sloane Stephensová       | 40. | 2.       |
| Čína                          | Ču Lin                   | 41. | 3.       |
| Česko                         | Kateřina Siniaková       | 47. | 4.       |
| USA                           | Alycia Parksová          | 51. | 5.       |
| Egypt                         | Majar Šarífová           | 53. | 6.       |
| Itálie                        | Elisabetta Cocciarettová | 54. | 7.       |
| USA                           | Alison Riske-Amritrajová | 58. | 8.       |
| Žebříček WTA k 13. únoru 2023 |                          |     |          |

### Jiné formy účasti
Následující hráčky obdržely divokou kartu do hlavní soutěže:
- Fernanda Contrerasová Gómezová
- Katie Volynetsová
- Simona Waltertová

Následující hráčka nastoupila pod žebříčkovou ochranou:
- Nadia Podoroská

Následující hráčky si zajistily postup do hlavní soutěže v kvalifikaci:
- Elina Avanesjanová
- Kimberly Birrellová
- Léolia Jeanjeanová
- Ana Konjuhová
- Rebecca Petersonová
- Lesja Curenková

### Odhlášení
před zahájením turnaje
- Dalma Gálfiová → nahradila ji  Ysaline Bonaventureová
- Donna Vekićová → nahradila ji  Panna Udvardyová

## Ženská čtyřhra

### Nasazení
| Stát                                                                      | Hráčka               | Stát               | Hráčka               | WTA  | Nasazení |
| ------------------------------------------------------------------------- | -------------------- | ------------------ | -------------------- | ---- | -------- |
| Spojené království                                                        | Alicia Barnettová    | Spojené království | Olivia Nichollsová   | 129. | 1.       |
| USA                                                                       | Kaitlyn Christianová | USA                | Sabrina Santamariová | 134. | 2.       |
| Česko                                                                     | Anastasia Dețiuc     | Japonsko           | Eri Hozumiová        | 136. | 3.       |
| Čína                                                                      | Chan Sin-jün         |                    | Lidzija Marozavová   | 137. | 4.       |
| Žebříček WTA k 13. únoru 2023; číslo je součtem umístění obou členek páru |                      |                    |                      |      |          |

### Jiné formy účasti
Následující páry obdržely divokou kartu:
- Estelle Cascinová /  Jesika Malečková
- Despina Papamichailová /  Simona Waltertová

## Přehled finále

### Ženská dvouhra
- Camila Giorgiová vs.  Rebecca Petersonová, 7–6(7–3), 1–6, 6–2

### Ženská čtyřhra
- Caty McNallyová /  Diane Parryová vs  Wang Sin-jü /  Wu Fang-sien, 6–0, 7–5